# فرهاد نجفی
فرهاد نجفی (زاده ۱۷ شهریور۱۳۶۵ در نیشابور) کارگردان، فیلمنامه‌نویس، تهیه‌کننده و مدیر جلوه‌های ویژه سینمای ایران است.

## زندگی‌نامه
نجفی در نیشابور متولد شد و در پانزده سالگی به هنرستان صداوسیما وارد شد. او تحصیلات خود را در رشتهٔ گرافیک آغاز کرد، و در حین آموختن گرافیک به صورت کامل، آموزش عکاسی و آشنایی با کاربردهای رنگ را نیز انجام داد. چند ماه بعد از شروع تحصیل در هنرستان، نخستین فیلم مستند خود را با نام ایران و ناریا' ساخت و پس آن فیلم کوتاه دیگری را به نام حرکت ساخت. پس از ساخت چهار فیلم کوتاه، فرهاد نجفی در سن نوزده سالگی شروع به نوشتن فیلم‌نامه سینمایی حرکت اول کرد تا اولین تجربه سینمایی‌اش باشد. او تا کنون سه فیلم سینمایی بلند و دو سریال را جلوی دوربین برده‌است.

## فیلم‌شناسی

### سینمایی
| سال  | نام فیلم  | کارگردان | فیلم‌نامه | تهیه‌کننده | جوایز                                                                                 |
| ---- | --------- | -------- | -------- | --------- | ------------------------------------------------------------------------------------- |
| ۱۳۹۸ | بعد از تو | آری      | آری      | نه        | جایزه بهترین فیلم بلند از جشنواره میلستون جایزه بهترین فیلم بلند از جشنواره کویین‌پالم |
| ۱۳۹۱ | چارسو     | آری      | آری      | آری       |                                                                                       |
| ۱۳۸۷ | حرکت اول  | آری      | آری      | نه        |                                                                                       |

### سریال
| سال  | نام فیلم | کارگردان | فیلم‌نامه | تهیه‌کننده | پخش از      |
| ---- | -------- | -------- | -------- | --------- | ----------- |
| ۱۳۹۱ | ماتادور  | آری      | نه       | نه        | شبکه یک     |
| ۱۳۹۵ | آسپرین   | آری      | نه       | آری       | نمایش خانگی |